# Chirembia yemenae
Chirembia yemenae är en insektsart som beskrevs av Ross 2006. Chirembia yemenae ingår i släktet Chirembia och familjen Embiidae. Inga underarter finns listade i Catalogue of Life.